# Parablennius parvicornis
Parablennius parvicornis — вид риб з родини Собачкових (Blenniidae). Морська демерсальна субтропічна риба, що сягає 12 см довжиною.

## Ареал
Вид поширений в східній і центральній Атлантиці від Мавританії до Конго, Канарські острови, Кабо-Верде і Мадейру включно, також біля берегів Марокко і Азор.

## Біологія
Населяє мілководну літоральну зону, на ділянках відкритих сонячним променям, між каміннями з заростями водоростей. Живиться переважно водоростями. Нерестує на каміннях, ікра демерсальна, клейка.